# Copa Brasil de Voleibol Masculino de 2007
A Copa Brasil de Voleibol Masculino de 2007 foi a primeira edição do torneio organizado pela Confederação Brasileira de Voleibol em 2007 disputado por quatro equipes provenientes de dois estados brasileiros: Santa Catarina e Minas Gerais. Na ocasião, quando a Copa Brasil ainda era um torneio amistoso, a Cimed EC sagrou-se campeã.

## Regulamento
O torneio foi disputado na cidade de Joinville, Santa Catarina. As quatro equipes participantes disputaram uma primeira fase, na qual se enfrentaram em turno único em jogos de melhor de três sets. As duas equipes melhor classificadas nesta fase se classificaram para a final, disputada em jogo único de melhor de cinco sets. As outras duas equipes disputaram o terceiro lugar em uma partida de melhor de três sets.

## Equipes participantes
| Equipe Nome fantasia             | Ginásio Cidade          | Capacidade |
| -------------------------------- | ----------------------- | ---------- |
| ASE Sada Betim Sada/Betim        | Divino Braga Betim      | 6 000      |
| Cimed EC Cimed                   | Capoeirão Florianópolis | 2 000      |
| Minas TC Telemig Celular/Minas   | Arena JK Belo Horizonte | 3 650      |
| Unisul EC Tigre/Unisul/Joinville | SER Tigre Joinville     | 1 500      |

## Fase classificatória
|     |                |     | Jogos | Jogos | Jogos | Sets | Sets | Sets  | Pontos | Pontos | Pontos |
| Pos | Equipe         | Pts | T     | V     | D     | V    | P    | R     | V      | P      | R      |
| --- | -------------- | --- | ----- | ----- | ----- | ---- | ---- | ----- | ------ | ------ | ------ |
| 1   | Cimed EC       | 6   | 3     | 3     | 0     | 6    | 1    | 6.000 | 161    | 135    | 1.193  |
| 2   | Minas TC       | 5   | 3     | 2     | 1     | 5    | 2    | 2.500 | 161    | 145    | 1.110  |
| 3   | Unisul EC      | 4   | 3     | 1     | 2     | 2    | 5    | 0.400 | 148    | 160    | 0.925  |
| 4   | ASE Sada Betim | 3   | 3     | 0     | 3     | 1    | 6    | 0.167 | 135    | 165    | 0.818  |

| 28 de setembro de 2007 17:00 | Minas TC | 1 — 2 | Cimed EC | Centro de Eventos Cau Hansen, Joinville |
| 28 de setembro de 2007 17:00 | 21       | Set 1 | 25       | Centro de Eventos Cau Hansen, Joinville |
| 28 de setembro de 2007 17:00 | 25       | Set 2 | 21       | Centro de Eventos Cau Hansen, Joinville |
| 28 de setembro de 2007 17:00 | 12       | Set 3 | 15       | Centro de Eventos Cau Hansen, Joinville |
| 28 de setembro de 2007 17:00 | Set 4    |       |          | Centro de Eventos Cau Hansen, Joinville |
| 28 de setembro de 2007 17:00 | Set 5    |       |          | Centro de Eventos Cau Hansen, Joinville |

| 28 de setembro de 2007 18:30 | Unisul EC | 2 — 1 | ASE Sada Betim | Centro de Eventos Cau Hansen, Joinville |
| 28 de setembro de 2007 18:30 | 22        | Set 1 | 25             | Centro de Eventos Cau Hansen, Joinville |
| 28 de setembro de 2007 18:30 | 25        | Set 2 | 22             | Centro de Eventos Cau Hansen, Joinville |
| 28 de setembro de 2007 18:30 | 15        | Set 3 | 13             | Centro de Eventos Cau Hansen, Joinville |
| 28 de setembro de 2007 18:30 | Set 4     |       |                | Centro de Eventos Cau Hansen, Joinville |
| 28 de setembro de 2007 18:30 | Set 5     |       |                | Centro de Eventos Cau Hansen, Joinville |

| 29 de setembro de 2007 14:00 | Unisul EC | 0 — 2 | Minas TC | Centro de Eventos Cau Hansen, Joinville |
| 29 de setembro de 2007 14:00 | 21        | Set 1 | 25       | Centro de Eventos Cau Hansen, Joinville |
| 29 de setembro de 2007 14:00 | 22        | Set 2 | 25       | Centro de Eventos Cau Hansen, Joinville |
| 29 de setembro de 2007 14:00 | Set 3     |       |          | Centro de Eventos Cau Hansen, Joinville |
| 29 de setembro de 2007 14:00 | Set 4     |       |          | Centro de Eventos Cau Hansen, Joinville |
| 29 de setembro de 2007 14:00 | Set 5     |       |          | Centro de Eventos Cau Hansen, Joinville |

| 29 de setembro de 2007 15:30 | Cimed EC | 2 — 0 | ASE Sada Betim | Centro de Eventos Cau Hansen, Joinville |
| 29 de setembro de 2007 15:30 | 25       | Set 1 | 18             | Centro de Eventos Cau Hansen, Joinville |
| 29 de setembro de 2007 15:30 | 25       | Set 2 | 16             | Centro de Eventos Cau Hansen, Joinville |
| 29 de setembro de 2007 15:30 | Set 3    |       |                | Centro de Eventos Cau Hansen, Joinville |
| 29 de setembro de 2007 15:30 | Set 4    |       |                | Centro de Eventos Cau Hansen, Joinville |
| 29 de setembro de 2007 15:30 | Set 5    |       |                | Centro de Eventos Cau Hansen, Joinville |

| 29 de setembro de 2007 19:00 | ASE Sada Betim | 0 — 2 | Minas TC | Centro de Eventos Cau Hansen, Joinville |
| 29 de setembro de 2007 19:00 | 26             | Set 1 | 28       | Centro de Eventos Cau Hansen, Joinville |
| 29 de setembro de 2007 19:00 | 15             | Set 2 | 25       | Centro de Eventos Cau Hansen, Joinville |
| 29 de setembro de 2007 19:00 | Set 3          |       |          | Centro de Eventos Cau Hansen, Joinville |
| 29 de setembro de 2007 19:00 | Set 4          |       |          | Centro de Eventos Cau Hansen, Joinville |
| 29 de setembro de 2007 19:00 | Set 5          |       |          | Centro de Eventos Cau Hansen, Joinville |

| 29 de setembro de 2007 20:30 | Unisul EC | 0 — 2 | Cimed EC | Centro de Eventos Cau Hansen, Joinville |
| 29 de setembro de 2007 20:30 | 20        | Set 1 | 25       | Centro de Eventos Cau Hansen, Joinville |
| 29 de setembro de 2007 20:30 | 23        | Set 2 | 25       | Centro de Eventos Cau Hansen, Joinville |
| 29 de setembro de 2007 20:30 | Set 3     |       |          | Centro de Eventos Cau Hansen, Joinville |
| 29 de setembro de 2007 20:30 | Set 4     |       |          | Centro de Eventos Cau Hansen, Joinville |
| 29 de setembro de 2007 20:30 | Set 5     |       |          | Centro de Eventos Cau Hansen, Joinville |

## Fase final
Disputa pelo terceiro lugar
| 30 de setembro de 2007 09:00 | Unisul EC | 1 — 2 | ASE Sada Betim | Centro de Eventos Cau Hansen, Joinville |
| 30 de setembro de 2007 09:00 | 21        | Set 1 | 25             | Centro de Eventos Cau Hansen, Joinville |
| 30 de setembro de 2007 09:00 | 25        | Set 2 | 19             | Centro de Eventos Cau Hansen, Joinville |
| 30 de setembro de 2007 09:00 | 10        | Set 3 | 15             | Centro de Eventos Cau Hansen, Joinville |
| 30 de setembro de 2007 09:00 | Set 4     |       |                | Centro de Eventos Cau Hansen, Joinville |
| 30 de setembro de 2007 09:00 | Set 5     |       |                | Centro de Eventos Cau Hansen, Joinville |

Final
| 30 de setembro de 2007 11:00 | Cimed EC | 3 — 2 | Minas TC | Centro de Eventos Cau Hansen, Joinville |
| 30 de setembro de 2007 11:00 | 26       | Set 1 | 28       | Centro de Eventos Cau Hansen, Joinville |
| 30 de setembro de 2007 11:00 | 25       | Set 2 | 17       | Centro de Eventos Cau Hansen, Joinville |
| 30 de setembro de 2007 11:00 | 25       | Set 3 | 21       | Centro de Eventos Cau Hansen, Joinville |
| 30 de setembro de 2007 11:00 | 28       | Set 4 | 30       | Centro de Eventos Cau Hansen, Joinville |
| 30 de setembro de 2007 11:00 | 15       | Set 5 | 7        | Centro de Eventos Cau Hansen, Joinville |

## Classificação final
| Posição | Equipe         |
| ------- | -------------- |
|         | Cimed EC       |
|         | Minas TC       |
|         | ASE Sada Betim |
| 4º      | Unisul EC      |

| Copa Brasil de Voleibol Masculino |
| Santa Catarina                    |
| --------------------------------- |
| Cimed EC Campeã (Primeiro título) |

## Premiações individuais
| Premiação         | Jogador                 | Equipe    |
| ----------------- | ----------------------- | --------- |
| MVP               | Daniel Costa            | Minas TC  |
| Melhor atacante   | Evandro Guerra          | Cimed EC  |
| Melhor bloqueio   | Rodrigo Santos "Jardel" | Minas TC  |
| Melhor sacador    | Gustavo Folle           | Unisul EC |
| Melhor levantador | Bruno Rezende           | Cimed EC  |
| Melhor defesa     | Lucas Provenzano        | Unisul EC |
| Melhor recepção   | Sérgio Nogueira         | Minas TC  |